# Người Slovak
Người Slovakia (tiếng Slovakia: Slováci, số ít tiếng Slovakia, giống cái tiếng Slovenka, số nhiều tiếng Slovakia Slovenky) là một dân tộc Tây Slav chủ yếu sống ở Slovakia và nói tiếng Slovakia, một ngôn ngữ liên quan chặt chẽ với tiếng Séc.
Hầu hết người Slovakia ngày nay sống trong biên giới của Slovakia độc lập (khoảng 4.600.000 người). Có dân tộc thiểu số Slovakia tại Cộng hòa Séc, Hungary, Serbia và dân số lớn người nhập cư và con cháu của họ ở Mỹ và ở Canada.